# 恰克與飛鳥
恰克與飛鳥（CHAGE and ASKA，或簡稱為CHAGE&ASKA、C&A），是柴田秀之與宮崎重明成軍於1979年的日本兩人樂團。
恰克與飛鳥是日本音樂史上最成功的音樂組合之一，目前專輯與單曲總銷售量名列日本史上第11位，超過3100萬張。在2019年8月25日屆滿四十年之日，飛鳥涼宣布退出恰克與飛鳥。

## 成員
- CHAGE（恰克）：柴田秀之
- ASKA（飛鳥涼）：宮崎重明

## 經歷
- 1979年：高中同學的兩人同在第一經濟大學就讀時參加第17屆Yamaha日本流行音樂大賽中出線，並於該年正式出道，當時名為日文表記的。
- 1981年：結成第三年，展開大規模巡迴演唱「熱風」，共演唱59場。這種舉動當初大部分人都認為有些草率，然而其結果，59場幾乎場場爆滿，非常成功。
- 1983年：在國立代代木競技場舉行演唱，為史上第一次在該地演唱之歌手。也大概在此時開始常使用英語表記的「CHAGE&ASUKA」名稱。
- 1990年：正式改名為英文表記的「CHAGE&ASKA」
- 1991年：第27張單曲｢SAY YES｣(日劇《101次求婚》主題曲)大賣，達成Oricon連續13週冠軍之紀錄（1990年後最長紀錄，史上第4長），銷量超過280萬，為日本史上第6位，也是1991年日本年度亞軍。同年發行的專輯『TREE』銷量超過230萬，創下當時史上銷售最高專輯記錄。

- 1992年：發表精選輯『SUPER BEST II』，大賣270萬張，打破去年自己創下的歷史紀錄，成為歷代第一。獲得第6回日本金唱片大賞年度藝人、年度流行專輯、年度單曲等6項大獎。
- 1993年：單曲｢YAH YAH YAH｣連續2週Oricon冠軍，銷量超過240萬，為日本史上第11位，也是1993年日本年度冠軍，並搭配日劇《活得比你好》。恰克與飛鳥也獲得第7回日本金唱片大賞年度藝人。
- 1994年：獲得第8回日本金唱片大賞最佳單曲獎。同年展開亞洲巡迴演唱「ASIAN TOUR 1994」，地點包括香港，台灣，新加坡等，海外動員人數超過60,000人，為日本史上第一組海外演唱會動員破萬人的歌手。
- 1995年 - 1996年：同年展開亞洲巡迴演唱「ASIAN TOUR II - Mission Impossible」，地點包括台灣，香港，新加坡，海外動員人數超過70,000人。
- 1996年：參加《MTV Unplugged》演唱，為史上第一組參加的日本歌手。
- 1999年：同年展開亞洲巡迴演唱「ASIAN TOUR NO DOUBT」，地點包括北京，上海，海外動員人數超過40,000人。發表20周年精選輯『CHAGE&ASKA VERY BEST ROLL OVER 20TH』。也約從此時開始，兩人漸將重心移往單獨活動，也停止了自1979年開始20年來每一年皆發表新原創專輯的長久慣例。
- 2000年：同年展開韩国，首爾演唱「CHAGE & ASKA LIVE IN KOREA」，海外動員人數超過20,000人。
- 2007年：同年展開中國，上海演唱「CHAGE and ASKA Concert 2007 alive in live」，海外動員人數超過10,000人。
- 2009年：1月30日，為了更專注於兩人各自的單獨活動，樂團宣布「無限期活動休止」，並說「有討論過解散的想法」[1]。
- 2013年：1月25日於2013夏天復出[2]。
- 2019年：成軍40周年，Aska宣佈從「恰克與飛鳥」離隊，會自行繼續音樂旅程。

## 專輯列表
|      | Released   | Title                   | Peak Chart Position (Oricon) |
| ---- | ---------- | ----------------------- | ---------------------------- |
| 1st  | 1980.4.25  | 風舞 （Kazemai）        | 11                           |
| 2nd  | 1981.2.25  | 熱風 （Neppu）          | 1                            |
| 3rd  | 1982.2.14  | （Tasogare no Kishi）   | 5                            |
| 4th  | 1983.6.29  | CHAGE&ASUKA IV -21世纪- | 8                            |
| 5th  | 1984.3.25  | INSIDE                  | 14                           |
| 6th  | 1985.1.25  | Z=One                   | 9                            |
| 7th  | 1986.4.21  | TURNING POINT           | 4                            |
| 8th  | 1986.9.21  | MIX BLOOD               | 3                            |
| 9th  | 1987.5.21  | Mr.ASIA                 | 4                            |
| 10th | 1988.3.5   | RHAPSODY                | 4                            |
| 11th | 1988.11.21 | ENERGY                  | 6                            |
| 12th | 1989.8.25  | PRIDE                   | 1                            |
| 13th | 1990.8.29  | SEE YA                  | 4                            |
| 14th | 1991.10.10 | TREE                    | 1                            |
| 15th | 1992.11.7  | GUYS                    | 1                            |
| 16th | 1993.10.10 | RED HILL                | 1                            |
| 17th | 1995.6.28  | Code Name.1 Brother Sun | 1                            |
| 18th | 1996.4.22  | CODE NAME.2 SISTER MOON | 2                            |
| 19th | 1999.8.25  | NO DOUBT                | 1                            |
| 20th | 2001.12.27 | NOT AT ALL              | 10                           |
| 21st | 2007.1.24  | DOUBLE                  | 4                            |

## 華語改編歌曲列表
恰克與飛鳥創作的歌曲曾多次被台灣、香港、中國歌手改編作華語版本，當中包括張國榮、周華健、葉蒨文、黎明、劉德華、那英、王傑、費玉清、齊秦、張衛健、李國祥、呂方、杜德偉、許志安、蔡濟文、古巨基、曾航生、羅文、鄧麗盈、馬浚偉、蘇芮和蔡國權等，不少皆在華語地區流行一時。
| 發行年份       | 華語歌名                                                               | 華語主唱者            | 語言      | 原曲名稱                                             |
| -------------- | ---------------------------------------------------------------------- | --------------------- | --------- | ---------------------------------------------------- |
| 1983           | 黃河的水                                                               | 黃仲崑                | 國語      | 万里の河（1980）                                     |
| 1984           | 一場遊戲                                                               | 費玉清                | 國語      | マリオネット（1983）                                 |
| 1985           | 原來的我 （*王傑曾於1994年今夜满天星现场翻唱及2003年推出翻唱齊秦版本） | 齊秦                  | 國語      | この恋おいらのからまわり（1981）                     |
| 1986           | 迷失                                                                   | 鄧麗盈                | 粵語      | 予感（1986）                                         |
| 1987           | 夏日終結的戀人                                                         | 蔡國權                | 粵語      | 指环が泣いた（1986）                                 |
| 1988           | 靈感                                                                   | 羅文                  | 粵語      | Star Light（1987） （此為Aska寫給光Genji主唱的歌曲） |
| 1989 1990 1993 | 情愛漩渦 笑著哭 共你爸爸再會時                                         | 陳德彰 劉德華 蘇芮    | 粵語      | 終章～追想の主題（1980）                             |
| 1990           | 有一天你總會明白                                                       | 呂方                  | 粵語      | MIDNIGHT 2 CALL（1988）                              |
| 1991           | 兩心知                                                                 | 黎明                  | 粵語      | はじまりはいつも雨（1991）                           |
| 1991           | 無法一天不想 千萬個不願意                                              | 劉德華                | 粵語 國語 | 热い想い（1982）                                     |
| 1991           | 從前                                                                   | 李國祥                | 粵語      | Pride（1989）                                        |
| 1991 1992      | 讓我歡喜讓我憂 情人知己                                                | 周華健 葉蒨文         | 國語 粵語 | 男と女（1981）                                       |
| 1992           | Say Yes                                                                | 蔡濟文                | 粵語      | Say Yes（1991）                                      |
| 1992           | 哎呀哎呀親親你                                                         | 張衛健                | 粵語      | 二人の爱ランド（1984）                               |
| 1992           | 午夜溫馨 午後戀曲                                                      | 呂方                  | 粵語 國語 | MOON LIGHT BLUES（1984）                             |
| 1992           | 直到永遠                                                               | 費玉清                | 國語      | 風舞（1980）                                         |
| 1992           | 終章                                                                   | 費玉清                | 國語      | 終章（Epilogue）（1980）                             |
| 1993           | 餘情未了 杜鵑花的日子                                                  | 李國祥                | 粵語 國語 | 梦から梦へ（1980）                                   |
| 1993           | 情難定                                                                 | 杜德偉                | 粵語      | ひとり咲き（1979）                                   |
| 1993           | 夢裡的最愛 情未許一生 你是我永遠的鄉愁                                 | 馬浚偉 曾航生 費玉清  | 粵語 國語 | 伝わりますか（1988）                                 |
| 1993           | 一個答案                                                               | 許志安                | 粵語      | 君が爱を语れ（1991）                                 |
| 1993           | 夜迷藏                                                                 | 李家明                | 粵語      | Cat Walk（1991）                                     |
| 1993           | 相戀                                                                   | 曾慶瑜、小蟲          | 國語      | （1991）                                             |
| 1993           | 冬之夜                                                                 | 費玉清                | 國語      | 冬の夜（1980）                                       |
| 1994           | 女人的弱點 離開情人的日子                                              | 葉蒨文                | 粵語 國語 | You are free（1993）                                 |
| 1994           | 送你一瓣的雪花                                                         | 黎明                  | 粵語      | 梦を见ましょうか（1983）                             |
| 1994           | 天使的誘惑                                                             | 黎明                  | 粵語      | レノンのミスキャスト（1988）                         |
| 1994           | 最美世界＝你＋我                                                       | 李國祥                | 粵語      | 今夜ちょっとさ（1993）                               |
| 1994           | 沒有愛情的晩上                                                         | 金城武                | 國語      | MOON LIGHT BLUES（1984）                             |
| 1994           | 愛把你給我 愛是難言                                                    | 周華健、何超儀 區紹偉 | 國語 粵語 | Tomorrow（1991）                                     |
| 1995           | 有失有得                                                               | 王傑                  | 國語      | NO PAIN NO GAIN（1995）                              |
| 1995           | 等到心關了門                                                           | 吳倩蓮                | 國語      | 紫陽花と向日葵（1995）                               |
| 1995           | 自編自演                                                               | 江希文                | 粵語      | ふたり（1988）                                       |
| 1995           | 想家                                                                   | 鍾尚榮                | 國語      | めぐり逢い（1994）                                   |
| 1995           | 週末的下午                                                             | 林佳儀                | 國語      | 恋人はワイン色（1988）                               |
| 1997           | 別帶著傷心離開                                                         | 王傑                  | 國語      | NとLの野球帽（1996）                                 |
| 1998           | Love like magic                                                        | 張國榮                | 國語      | マシュマロ（1998）                                   |
| 1998           | 顛覆                                                                   | 古巨基                | 粵語      | 永远の谜（1996） （此為Chage所寫Muti-Max主唱的歌曲） |
| 1999           | 相見不如懷念                                                           | 那英                  | 國語      | Girl（1999）                                         |
| 2010           | 天氣女郎                                                               | 車盈霏                | 粵語      | 天気予报の恋人（1989）                               |

## 外部連結
- （日語） CHAGE and ASKA Official Web Site （页面存档备份，存于） 官方站台。
- （日語） CHAGE and ASKA - UNIVERSAL MUSIC JAPAN （页面存档备份，存于） 環球音樂網站上的頁面。
- YouTube上的CHAGE and ASKA Official Channel頻道
- CHAGE and ASKA的Facebook專頁
- chage-aska.net的X（前Twitter）